# Przełęcz między Kopieńcami
Przełęcz między Kopieńcami (1109 m) lub przełęcz Kopieniec – przełęcz między Wielkim (1328 m) i Małym Kopieńcem (1167 m) w polskich Tatrach Zachodnich. Południowo-zachodnie stoki spod przełęczy opadają do Doliny Olczyskiej. Są strome i zalesione, nieco pod przełęczą znajduje się w nich głęboki i wąski żleb. Po północnej stronie przełęczy znajduje się Polana między Kopieńcami o niewielkim północnym nachyleniu. Jej lejkowato zwężony dolny koniec stanowi górną część Doliny Suchej. Rejon przełęczy zbudowany jest ze skał wapiennych.
Dawniej polana i cały rejon przełęczy były wypasane, wchodziły w skład Hali Kopieniec. Później weszła w skład Tatrzańskiego Parku Narodowego. Wypas został zniesiony, a polana zarasta lasem. Nie prowadzi tędy żaden znakowany szlak turystyczny.